# Ana Pfaff Puigmarí
Ana Pfaff Puigmarí   (Barcelona, 1985) és una muntadora de cinema catalana.

## Biografia
Graduada en muntatge cinematogràfic per l'ESCAC l'any 2007, va obtenir un màster en Estudis de Cinema i Audiovisual Contemporani a la Universitat Pompeu Fabra. L'any 2018 va ser seleccionada per formar part de Berlinale Talents.
Professionalment, ha rebut diversos premis i nominacions per les seves obres com a muntadora. Entre ells dos Premis Gaudí (per Estiu 1993 el 2018 i per Els dies que vindran el 2020) i dues nominacions i una altra nominació per als Premis Goya.
En els últims anys ha muntat pel·lícules que han tingut un llarg recorregut a festivals internacionals de cinèma y han guanyat nombrosos premis com "Con el Viento" dirigida per Meritxell Colell, Ainhoa; "Yo no soy esa" dirigida per Carolina Astudillo; "Hamada" dirigida per Eloy Domínguez Serén; "Trinta Lumes" dirigida per Diana Toucedo; "Niñato" dirigida per Adrián Orr o la multipremiàda pel·lícula "Estiu 1993" dirigida per Carla Simón que li ha atorgat el Premi Gaudí a millor muntatge y diberses nominacions a premis com els Goya, Platino o Fènix, entre d'altres. Col·labora freqüentment amb artistes com Juan Carlos Bracho y Momu and No Es. Amb ambdós ha treballat en obres per nombroses exposicions en importants galeríes y centres d'art nacionals i interanacionals.
Com a docent imparteix classes en el postgrau de muntatge de la Universitat Pompeu Fabra i BSM, en el master documental d'ECIB, en el grau de l'ESCAC, el màster FRAME i EQZE a més a més de donar tallers y xerrades en diversos centres nacionals i internacionals. L'any 2018 va ser seleccionada per cursar la "Editing Station Berlinale Talents". Des del juny de 2021 forma part de la nova Junta de l'Acadèmia del Cinema Català, presidida per la directora Judith Colell i Pallarès.

## Filmografia principal
- 2017: Estiu 1993
- 2018: Con el viento
- 2019: Els dies que vindran
- 2019: Suc de síndria (curtmetratge)
- 2019: Después también (curtmetratge)
- 2019: La mami (documental)

## Premis i nominacions
Cercle d'Escriptors Cinematogràfics
| Any  | Categoria       | Pel·lícula | Director    | Resultat   |
| ---- | --------------- | ---------- | ----------- | ---------- |
| 2018 | Millor muntatge | Estiu 1993 | Carla Simón | Guanyadora |

Premis Gaudí
| Any  | Categoria       | Pel·lícula           | Director              | Resultat  |
| ---- | --------------- | -------------------- | --------------------- | --------- |
| 2018 | Millor muntatge | Estiu 1993           | Carla Simón           | Guanyador |
| 2019 | Millor muntatge | Con el viento        | Meritxell Colell      | Nominada  |
| 2020 | Millor muntatge | Els dies que vindran | Carlos Marqués-Marcet | Guanyador |
| 2021 | Millor muntatge | La mami              | Laura Herrero Garvin  | Nominada  |
| 2022 | Millor muntatge | Libertad             | Clara Roquet          | Nominada  |

Premis Goya
| Any  | Categoria       | Pel·lícula | Director    | Resultat |
| ---- | --------------- | ---------- | ----------- | -------- |
| 2018 | Millor muntatge | Estiu 1993 | Carla Simón | Nominada |